# 鵜飼錬斎
鵜飼 錬斎（うかい れんさい、慶安元年（1648年）? - 元禄6年4月11日（1693年5月15日））は、江戸時代前期の儒学者。ただし、生年については寛永10年（1633年）説もある。諱は真昌。字は子欽。通称は金平。号は錬斎。鵜飼石斎の次男。鵜飼称斎の兄。甲賀忍者を遠祖とする。
京都の出身。父の元で学んだ後、16歳で父に代わって尼崎藩にて儒学を講じた。後に山崎闇斎の元で学んだ後、延宝6年（1678年）に安藤為章の推挙を受けて徳川光圀に招かれて当時江戸にあった彰考館に入り200石を与えられて進物番を兼ねる。後に佐々十竹とともに西国における『大日本史』編纂のための史料採訪にあたり、その功によって書院番組300石に昇進した。『資治通鑑綱目』の校訂訓読を施して刊行し、彼の訓点は「金平点」と呼ばれて重んじられた。元禄5年（1692年）に彰考館総裁兼小納戸役に任じられたが、翌年没した。
墓所は東京都文京区本駒込の龍光寺にある。大正7年（1918年）、従五位を追贈された。